# Кольоровий дощ
Кольоровий дощ складається зі звичайних капель води, які містять різні домішки.
Також із дощем можуть падати сторонні предмети, підняті в атмосферу сильним вітром чи смерчем.

## Червоні (кров'яні) дощі
Про них згадують ще давні вчені та письменники, наприклад, Гомер в «Іліаді» (вірші 52—54 пісні XI та вірш 459 пісні XVI), Плутарх, і середньовічні, такі як Аль-Газен. Є згадка про подібне явище в Біблії (Вихід 7:19). Найвідоміші подібні дощі випали:
- 1803 рік, лютий — в Італії;
- 1813 рік, лютий  — у Калабрії;
- 1838 рік, квітень — в Алжирі;
- 1842 рік, березень — у Греції;
- 1852 рік, березень — у Ліоні;
- 1869 рік, березень — на Сицилії;
- 1870 рік, лютий — у Римі;
- 1887 рік, червень — у Фонтенбло.

Спостерігаються кров'яні дощі і поза Європою, наприклад, на островах Зеленого мису, на мисі Доброї Надії тощо. Кров'яні дощі спричиняє домішка до звичайних дощів червоного пилу, що складається з мікроорганізмів червоного кольору. Батьківщина цього пилу — Африка, де він сильними вітрами здіймається на велику висоту і переноситься верхніми повітряними течіями до Європи. Звідси його інша назва — «пасатний пил». Через цей пил у серединній частині Атлантичного океану повітря нерідко затемнюється настільки, що стародавні греки і римляни називали її «Темним морем». Ґрунтовні дослідження червоних дощів проводив Еренберг, який зібрав багато документальних свідчень від XVI ст. до н. е. (у тому числі від 461 р. до н. е. у римських письменників) до останньої чверті XIX століття. У 1849 році він опублікував монографію «Пасатний пил та кров'яний дощ» (нім. Passat-Staub und Blut-Regen).

## Чорні дощі
З'являються внаслідок домішування до звичайних дощів вулканічного або космічного пилу. 9 листопада 1819 року в Монреалі (Канада) випав чорний дощ. Подібний випадок спостерігався також 14 серпня 1888 року на мисі Доброї Надії. Чорний дощ пройшов 29 квітня 2020 року в Чувашії. Синоптики пояснили, що таке явище пов'язане із різкими поривами вітру, які приносять із центральних регіонів Росії пісок; саме він, змішуючись із водою, дав такий відтінок.

## Білі (молочні) дощі
Спостерігаються в тих місцях, де виступають крейдяні гірські породи.

## Жовті дощі
Відбуваються внаслідок домішування до звичайних дощів квіткового пилку різних рослин, наприклад, пихти, вільхи, ліщини, плаунів, степових злакових рослин, конопель та інших. Жовті дощі щорічно випадають у травні на півдні Західного Сибіру, що пов'язано з перенесенням насичених пилком повітряних мас із передгірських степів Східного Казахстану та Чуйської долини Киргизстану, де в цей час інтенсивно цвітуть злакові рослини та коноплі. На початку травня 2009 рjку жовті дощі випали d Кабардино-Балкарії, Північній Осетії, Ставропольському краї. 

## Зелені дощі
26 квітня 2012 року в Москві та Московській області пройшли зелені дощі з домішкою пилку дерев, переважно берези.

## Рослинні дощі
Складаються із зерен вівса, жита, з листя, квітів та інших рослинних домішок.[джерело?] Наприклад, 9 квітня 1869 року, за тихої погоди та абсолютно безхмарного неба, в муніципалітеті Отреш[прояснити] у Франції випав дощ із листя дуба. Воно з'явилося високо в небі у вигляді світлих крапок і падало на землю майже прямовисно. Причина явища — дуже сильний вихор, що промчав над цією місцевістю 3 квітня, який зірвав і підняв угору безліч дубових листків.[джерело?] Інший приклад — дощ із апельсинів, що випав 8 липня 1833 року поблизу Неаполя.[джерело?]